# WWE Bragging Rights
WWE Bragging Rights était un pay-per-view de la WWE. Deux éditions ont eu lieu, en 2009 et 2010, avant d'être remplacé par un ancien pay-per-view, Vengeance.
La particularité de ces pay-per-views étaient leurs matchs pour la coupe Bragging Rights : un match à 5 contre 5 par élimination, où les deux équipes représentent les deux branches de la WWE, Raw et SmackDown, créées en 2002 lors de la WWE Brand Extension.

## Historique deBragging Rights
| # | Spectacle              | Date            | Ville       | Lieu          | Main event                                                                                           |
| - | ---------------------- | --------------- | ----------- | ------------- | --- |
| 1 | Bragging Rights (2009) | 25 octobre 2009 | Pittsburgh  | Mellon Arena  | Randy Orton (c) contre John Cena dans un Iron Man match de 60 minutes pour le championnat de la WWE. |
| 2 | Bragging Rights (2010) | 24 octobre 2010 | Minneapolis | Target Center | Randy Orton (c) contre Wade Barrett (avec John Cena) pour le championnat de la WWE.                  |